# Bad Tölz
Bad Tölz je mesto na Bavarskem. Leži na 658 metrih nad morjem približno 50 kilometrov južno od bavarske prestolnice München ob reki Isar. V njem živi okoli 20.000 prebivalcev.